# Union démocratique et socialiste de la Résistance
Die Union démocratique et socialiste de la Résistance (UDSR, deutsch „Demokratische und sozialistische Union des Widerstands“) war eine Partei in der französischen Vierten Republik. Sie existierte von 1945 bis 1964. Ihre politische Ausrichtung war nicht klar definiert, sie bezeichnete sich selbst als Mitte-links-Partei, tatsächlich war sie aber eher bürgerlich-konservativ. Sie hatte Mitglieder aus verschiedenen politischen Traditionen und Strömungen, von Sozialisten bis hin zu ehemaligen Sympathisanten des Vichy-Regimes und der rechtsextremen Parti populaire français. Ihr verbindendes Element war der Antikommunismus. Die UDSR war ab 1947 Gründungsmitglied der Liberalen Internationale. 
Die UDSR war eine Kaderpartei ohne größere Mitgliederbasis, der Historiker Philip Williams vergleicht sie mit einem „Generalstab ohne Truppen“. Éric Duhamel bezeichnet sie als eine „Scharnierpartei“, deren politische Bedeutung und Einfluss weit größer gewesen seien, als es die bloßen Zahlen ihres Wähleranteils und ihrer Fraktionsgröße vermuten ließen. Die UDSR setzte sich in besonderem Maße für die europäische Integration sowie die Beziehungen Frankreichs zu seinen (ehemaligen) Kolonien in Afrika ein. In der Nationalversammlung bildete die UDSR von 1950 bis 1958 eine Fraktionsgemeinschaft mit dem Rassemblement Démocratique Africain (RDA).
Parteivorsitzender war bis 1953 René Pleven, anschließend François Mitterrand.

## Geschichte

### Gründung
Die UDSR wurde im Juni 1945, kurz nach Ende des Zweiten Weltkriegs, gegründet. Sie speiste sich vor allem aus dem Mouvement de libération nationale (MLN, „Nationale Befreiungsbewegung“), einem Zusammenschluss von Kämpfern der Résistance (französischer Widerstand gegen die deutsche Besatzung), die sich nicht der von Kommunisten dominierten Front national anschließen wollten. Zudem waren auch ehemalige Mitglieder der in der Nordzone aktiven Widerstandsgruppen Libération Nord, Organisation civile et militaire (OCM) und Ceux de la Résistance beteiligt. Ihre Gründungsidee war, eine große Massenpartei zu bilden, zu der sich alle Mitglieder und Sympathisanten der Résistance zusammenschließen sollten, die keine Kommunisten waren. Manchen schwebte eine Parti travailliste („Partei der Arbeit“) nach dem Vorbild der britischen Labour Party vor. Das scheiterte aber, da die Sozialisten und Christdemokraten jeweils eigene Parteien (wieder-)gründeten und einen Großteil der Arbeiterschaft an sich banden. So blieb für die UDSR im Wesentlichen nur die bürgerliche und unideologische Klientel. 
Bei der Wahl zur Verfassunggebenden Versammlung im Oktober 1945 erhielt die UDSR nur 31 der 586 Sitze, weit abgeschlagen hinter kommunistischer PCF, sozialdemokratischer SFIO und christdemokratischem MRP.
Zu den Parlamentswahlen 1946, 1951 und 1956 bildete die UDSR eine Listenverbindung mit der Parti républicain, radical et radical-socialiste (PRS) unter der Bezeichnung Rassemblement des gauches républicaines (RGR, „Vereinigung der republikanischen Linken“). Sowohl UDSR als auch RGR sind typische Beispiele für das Phänomen des sinistrisme („Links-ismus“) in der französischen Politik: Viele Parteien und Fraktionen trugen Namen, die an eine linke Gruppierung denken lassen, obwohl ihre tatsächliche Ausrichtung eher konservativ war.

### Erste Legislatur – Scharnierpartei derTroisième Force

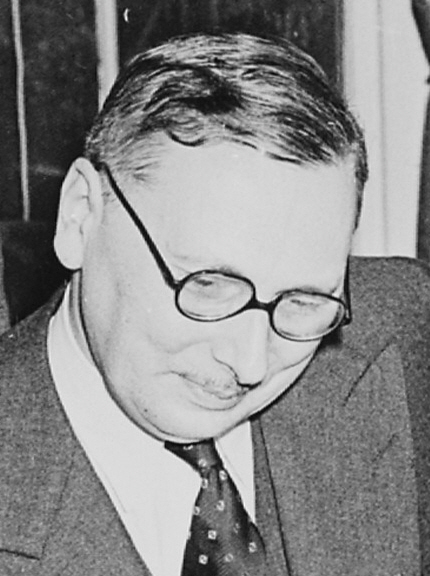
René Pleven, Parteivorsitzender der UDSR 1947–53

Bei der Parlamentswahl im Juni 1946 fiel die UDSR auf 20 Sitze zurück, bei der vorgezogenen Neuwahl im November desselben Jahres kam sie auf 26 der nun 627 Sitze in der Nationalversammlung. In dieser Zeit war sie in der Opposition gegen den Tripartisme, d. h. die Koalition der drei großen Parteien der Nachkriegszeit, PCF, SFIO und MRP. 
Im Januar 1947 trat die UDSR der Regierung unter Paul Ramadier (SFIO) bei. Die Regierungskoalition bestand nach dem Ausscheiden der Kommunisten aus SFIO, MRP, PRS, UDSR sowie unabhängigen Republikanern und nannte sich Troisième Force („Dritte Kraft“), da sie sich in der Mitte zwischen der PCF auf der linken und den Gaullisten auf der rechten Seite positionierte. Die UDSR hatte in dieser Koalition eine Scharnierfunktion. Zugleich pflegte sie aber auch Kontakte zu den oppositionellen Gaullisten vom Rassemblement du peuple français (RPF). Die Abgeordneten der UDSR hatten – selbst bei wichtigen Voten wie der Wahl des Premierministers, Vertrauens- bzw. Misstrauensfragen – kein einheitliches Abstimmungsverhalten: Ein Teil stimmte mit der Regierung (zu diesem „Regierungsflügel“ gehörten z. B. Pierre Bourdan, François Mitterrand, Maurice Viollette), ein Teil mit der gaullistischen Opposition (namentlich René Capitant), ein dritter Teil enthielt sich. Der letztgenannten Gruppe stand René Pleven vor, dessen Ziel es war, die Troisième-Force-Koalition nach rechts um das RPF zu erweitern.
Die Koalition bestand bis 1951, allerdings mit häufigen Kabinettsumbildungen. Zunächst war François Mitterrand Minister für Veteranen unter Ramadier, ab 1948 stellte die UDSR mit Eugène Claudius-Petit den Minister für Wiederaufbau und Stadtentwicklung unter den Premierministern Henri Queuille (PRS) und Georges Bidault (MRP), ab 1950 war zudem der UDSR-Vorsitzende René Pleven Verteidigungsminister. Von Juli 1950 bis Februar 1951 sowie August 1951 bis Januar 1952 stellte die UDSR mit Pleven sogar selbst den Regierungschef. Außerdem war François Mitterrand 1951 kurzzeitig Minister für die französischen Überseegebiete. 
Pleven war ein wichtiger Verfechter der europäischen Integration, in seiner Amtszeit wurden die Europäische Verteidigungsgemeinschaft (EVG; auch Pleven-Plan genannt) und die Montanunion (EGKS) initiiert. Während letztere kurz nach dem Ende seiner Regierung in Kraft trat, scheiterte die Verteidigungsgemeinschaft an der Ablehnung durch die französische Nationalversammlung.

### Zweite und dritte Legislatur

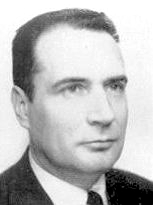
François Mitterrand, Parteivorsitzender 1953–64

Bei der Parlamentswahl 1951 setzte sich der Niedergang der UDSR fort, sie erhielt nur noch 16 Sitze. Großer Gewinner war das RPF Charles de Gaulles, das einen Großteil der bürgerlichen Wähler für sich gewinnen konnte. Paradoxerweise nahm der Einfluss der UDSR auf die Regierung aber nach dieser Wahl zu, da sie eine bürgerliche Koalition mit PRS, MRP und CNIP – ohne die Sozialisten – bildete und so mehr Minister stellen konnte. Die Partei war in den Kabinetten der Premierminister Edgar Faure (PRS), Antoine Pinay (CNIP), René Mayer (PRS), Joseph Laniel (CNIP) und Pierre Mendès France (PRS) vertreten. Insbesondere war René Pleven von 1952 bis 1954 erneut Verteidigungsminister. In diese Zeit fiel der Höhepunkt des Indochinakriegs. Unter Mendès France hatte François Mitterrand 1954–55 das Amt des Innenministers inne.
Unter dem Vorsitz Mitterrands schwenkte die UDSR leicht nach links. An der Parlamentswahl 1956 nahm sie im Rahmen der Front républicain mit SFIO und PRS teil. Nach der Wahl hatte die Fraktionsgemeinschaft aus UDSR und Rassemblement Démocratique Africain (RDA) 19 Abgeordnete. Anschließend war die UDSR an den Mitte-links-Regierungen unter Guy Mollet (SFIO), Maurice Bourgès-Maunoury und Félix Gaillard (PRS) beteiligt, allerdings nur mit wenigen und weniger bedeutenden Ministerposten. Im Mai 1958 war René Pleven kurzzeitig Außenminister unter Pierre Pflimlin (MRP) – der letzte der Vierten Republik.

### Fünfte Republik und Verschwinden
Mit der Algerienkrise von 1958 ging die Vierte Republik unter. Die neue Verfassung der Fünften Republik, mit ihrem Mehrheitswahlrecht und starken, direkt gewählten Staatspräsidenten, begünstigte große Parteien und politische Lager und bot einer kleinen „Scharnierpartei“ wie der UDSR keinen Platz mehr. Mit René Pleven und Claudius-Petit, die anders als der Parteivorsitzende Mitterrand die Fünfte Republik und die Präsidentschaft de Gaulles befürworteten, traten zwei der wichtigsten Köpfe aus der Partei aus. Sie schlossen sich Mitte-rechts-Fraktionen an, die mit den Gaullisten kooperierten.
Unter Führung Mitterrands bestand die UDSR noch bis 1964 fort, war aber praktisch bedeutungslos. Dann löste sie sich zugunsten der Convention des institutions républicaines (CIR) auf, die von François Mitterrand persönlich organisiert und dominiert wurde, bevor er sich 1971 mit weiteren Mitte-links-Gruppierungen der Parti socialiste anschloss.